# 資金移動業者
資金移動業者 （しきんいどうぎょうしゃ）とは、銀行等以外の者が為替取引すなわち資金（外貨はもちろん、チャージ残高なども含む）を移動することを業として営むべく、資金決済に関する法律（以下、「法」という。同じく資金決済に関する法律施行令は「施行令」、資金移動業者に関する内閣府令は「規則」と略す。）に基づいて登録を申請し、内閣総理大臣の資金移動業者登録簿への登録を受けた者である。かつては資金移動業者の取り扱える送金額は100万円までに限られていたが、2021年の同法改正により送金額の上限が撤廃され、資金移動業者は送金額の上限により、第一種資金移動業（送金額の制限なし）・第二種資金移動業（送金額100万円相当額まで）・第三種資金移動業（送金額5万円相当額まで）と分かれることになった。日本国内においては銀行および登録を受けた資金移動業者以外の為替取引を禁止している。

## 登録の要件
資金移動業者の登録を受けるには数々の要件がある。
1. 株式会社または「国内に営業所を有し、かつその代表者が国内に住所を有する」外国資金移動業者[5]であること。
2. 「資金移動業を適正かつ確実に遂行するために必要と認められる財政的基礎」を有すること。
3. 「資金移動業を適正かつ確実に遂行する体制の整備」・「法第3章の規定を遵守するために必要な体制の整備」がともに行われていること。
4. 他の資金移動業者と同一・類似の商号・名称を用いていないこと。
5. 過去5年間に、資金移動業の登録、資金清算業の免許を取り消しを受けたり、資金決済法、銀行法等に相当する外国の法令の規定により同種の登録、免許を取り消されたことがないこと。
6. 過去5年間に、資金決済法、銀行法等、出資法またはこれらに相当する外国の法令に違反し、罰金の刑又はこれに相当する外国の刑に処せられたことがないこと。
7. 他に行う事業が公益に反しないこと。
8. 取締役若しくは監査役又は会計参与（外国資金移動業者にあっては、国内における代表者を含む）に不適格者がいないこと。
なお不適格者は以下のとおり。
  1. 精神の機能の障害のため資金移動業に係る職務を適正に執行するに当たって必要な認知、判断及び意思疎通を適切に行うことができないため資金移動業に係る職務を適正に執行することができない者[6]
  2. 破産手続開始の決定を受けて復権を得ない者又は外国の法令上これに相当する者
  3. 禁錮以上の刑（これに相当する外国の法令による刑を含む。）に処せられ、その刑の執行を終わり、又はその刑の執行を受けることがなくなった日から5年を経過しない者
  4. この法律、銀行法等、出資法もしくは暴力団対策法またはこれらに相当する外国の法令の規定に違反し、罰金の刑（これに相当する外国の法令による刑を含む。）に処せられ、その刑の執行を終わり、又はその刑の執行を受けることがなくなった日から5年を経過しない者
  5. 資金移動業者が第五十六条第一項若しくは第二項の規定により第三十七条の登録を取り消された場合又は法人がこの法律に相当する外国の法令の規定により当該外国において受けている同種類の登録（当該登録に類する許可その他の行政処分を含む。）を取り消された場合において、その取消しの日前三十日以内にその法人の取締役等であった者で、当該取消しの日から五年を経過しない者その他これに準ずるものとして政令で定める者[7]

なお、登録申請書の提出先は、主たる営業所の所在地を管轄する財務（支）局長等宛て、となる。

## 資金移動業者への主な規制
資金決済にかかる履行保証金の供託義務
資金移動業者は、送金途中にあり滞留している資金の100 %以上の額を履行保証金として供託所への供託や銀行との契約などで保全しなければならない。 「要履行保証額」は、「資金移動業の種別ごとの各営業日における未達債務の額」+「還付手続に関する費用の額」をいい、各営業日ごとに資金移動業の種別ごとの「要履行保証額」を把握し記録する必要がある。これにより、資金移動に伴う決済不能の連鎖リスクを最小限に抑えている。
また、履行保証金保全契約をもとに、利用者から受け入れた資金を原資として貸付け又は手形の割引を行うことは禁じられている。
利用者の保護
資金移動業者は利用者の保護等を図るため、次のような措置を講じる必要がある。
1. 社内規則を定め、利用者の保護を図り、資金移動業の適正かつ確実な遂行を確保すること。情報の漏えい、滅失又はき損の防止その他の当該情報の安全管理ならびに犯罪防止のために必要な措置を講じること。
委託（再委託等も含む）先にも指導を行い、社内と同等の業務運営体制を取ること。
2. 利用者が銀行等が行う為替取引と誤認することを防止する措置を講ずること。
3. 為替取引に係る手数料その他の契約内容に関する情報を利用者に対し提供すること。
4. 利用者資金の保全内容や、無権限取引が行われた場合の取り扱いに関する情報を利用者に対し提供すること。

など。
裁判外紛争解決制度（金融ADR制度）への対応
資金移動業は裁判外紛争解決制度（金融ADR制度）の適用対象であり、資金移動業者は法に基づいて資金移動業に関連する苦情処理措置および紛争解決措置を講じることを求めている。
認定資金決済事業者協会である一般社団法人日本資金決済業協会は、金融ADR制度へ次のとおり対応している。

| 1. 資金移動業関連苦情処理措置 会員である資金移動業者は、協会が行う苦情解決により、資金移動業関連苦情の処理を図ることができます。 2. 資金移動業関連紛争解決措置 会員である資金移動業者は、協会と東京の三つの弁護士会との間で締結した資金移動業関連紛争の解決を図る旨の協定を利用することにより、資金移動業関連紛争の解決を図ることができます。なお、協会が締結している東京の三つの弁護士会との協定においては、上記の紛争解決の実効性確保の措置が規定されているとともに、申立手数料及び期日手数料の利用者側負担部分についても資金移動業者が負担することとされています。また、東京三弁護士会の金融ADRによる平均的な紛争解決期間は約90日です。 |

## 第二種資金移動業者
第二種資金移動業者（）は政令で定められた少額以下を扱う資金移動業者である。
第二種資金移動業者は「第二種資金移動業を営む資金移動業者」と定義されている。第二種資金移動業（）は政令で定められた少額以下を扱う資金移動業である。2025年時点で「少額」に対応する送金上限額は1件あたり100万円である。

## 従来の資金決済業者との変更点
- 従来の資金決済業者は、ほぼ第二種資金移動業の規制と同じだが、改正により履行保証金による保全が図られるまでのタイムラグが縮小されたほか、新たに滞留規制が設けられた[13]:Q1。

- 第三種資金移動業は低コストで利便性の高いサービスを提供することを主眼とするべく、利用者1人当たりの受入額を5万円相当額以下の資金の移動に留め、その代わりにた履行保証金の保全義務が軽減され、新たに預貯金による分別管理の方法が認められることとなった[13]:Q3。また、未達債務額の全額を預貯金等管理にした場合、最低要履行保証額を 0円 にするなど、供託の負担を減らしている[17]。

- 資金決済業者で100万円を超える資金移動を可能にするべく、第一種資金移動業を制定した。他の資金移動業と同じく登録制だが、事実上の認可制とした[13]:Q3。さらに、第一種資金移動業には厳しい滞留規制が敷かれ、また、履行保証金の保全については、保全すべき額を毎日算定し（いずれの資金移動業者も同じ）、不足がある場合にはその翌日から起算して2営業日以内に保全することが求められる[13]:Q3[18][19]。

- 資金移動業者は国外為替を行うだけでなく、外国為替及び外国貿易法や国外送金等調書法などの遵守をはじめとした必要な措置を講じれば、コルレス業務のような第三者への資金移動も営める[13]:Q10。マネー・ロンダリングおよび犯罪・テロ資金供与対策が求められる特定事業者となっている[20]など、他の類型と比べて充実した体制整備が求められている。この過程で資金移動業者は本人確認を行う義務を負うが、携帯電話不正利用防止法を実行している移動体通信事業者はそのノウハウを蓄積していることから参入する例が出てきた。